# Коряжный Дол
Коряжный Дол — река в России, протекает по территории Брединского района Челябинской области. Устье реки находится в 103 км от устья реки Синташты по правому берегу. Длина реки — 17 км.

## Данные водного реестра
По данным государственного водного реестра России относится к Иртышскому бассейновому округу, водохозяйственный участок реки — Тобол от истока до впадения реки Уй, без реки Увелька, речной подбассейн реки — Тобол. Речной бассейн реки — Иртыш.
Код объекта в государственном водном реестре — 14010500212111200000232.